# Georg Ernst von Klitzing
Georg Ernst von Klitzing (ur. 1698 w Prusach; zm. 28 października 1759 w Szczecinie) - pruski generał piechoty, uczestnik wojny siedmioletniej, w tym bitwy pod Kunowicami (1759), podczas której poniósł poważne rany skutkujące jego śmiercią ponad 2 miesiące później.

## Rodzina
Jego rodzicami byli Karl Magnus von Klitzing i jego żona z domu von Nolden. 15 marca 1722 r. w Tornow poślubił Wilhelmine Elisabeth von Mörner (zm. 10.05.1769 w Sternbergu). Z ich związku zrodziło się troje dzieci - dwie córki i jeden syn:
- Charlotte Hedwig Maria (ur. 1723 w Sulęcinie) ∞ von Rosenthal, kapitan
- Luise Katharina Wilhelmine (ur. 1725)

∞ Friedrich Ernst von Mörner, major armii duńskiej
∞ von Glassey, kapitan
- Hans Sigismund (ur. 14 października 1726 w Voigtsdorfie)

Georg Ernst von Klitzing został pochowany w kościele garnizonowym w Szczecinie.